# Production IMS
Production IMS Co., Ltd. (株式会社プロダクションアイムズ?, Kabushiki gaisha Purodakushon Aimuzu) è stato uno studio di animazione giapponese con sede a Nerima (Tokyo), fondato il 14 febbraio 2013 da ex membri di Anime International Company. Ha chiuso per bancarotta nel 2018.

## Produzioni

### Serie televisive anime
- Inari, konkon, koi iroha (2014)[2]
- Date A Live II (2014)[3]
- Gonna Be the Twin-Tail!! (2014)[4]
- The Testament of Sister New Devil (2015)[5]
- Jōkamachi no Dandelion (2015)[6]
- The Testament of Sister New Devil Burst (2015)[7]
- Active Raid (2016) – in collaborazione con Orange[8]
- Hundred (2016)
- High School Fleet (2016)[9]
- Hybrid × Heart Magias Academy Ataraxia (2016)
- Takunomi. (2018)[10]

### Film d'animazione
- Sora no otoshimono final: Eternal My Master (2014)
- Date A Live The Movie: Mayuri Judgement (2015)